# Creveney
Creveney is een gemeente in het Franse departement Haute-Saône (regio Bourgogne-Franche-Comté) en telt 53 inwoners (2011). De plaats maakt deel uit van het arrondissement Lure.

## Geschiedenis
Het winnen van olie uit olieschalie was tijdens het interbellum een zeldzame industrie in Frankrijk.

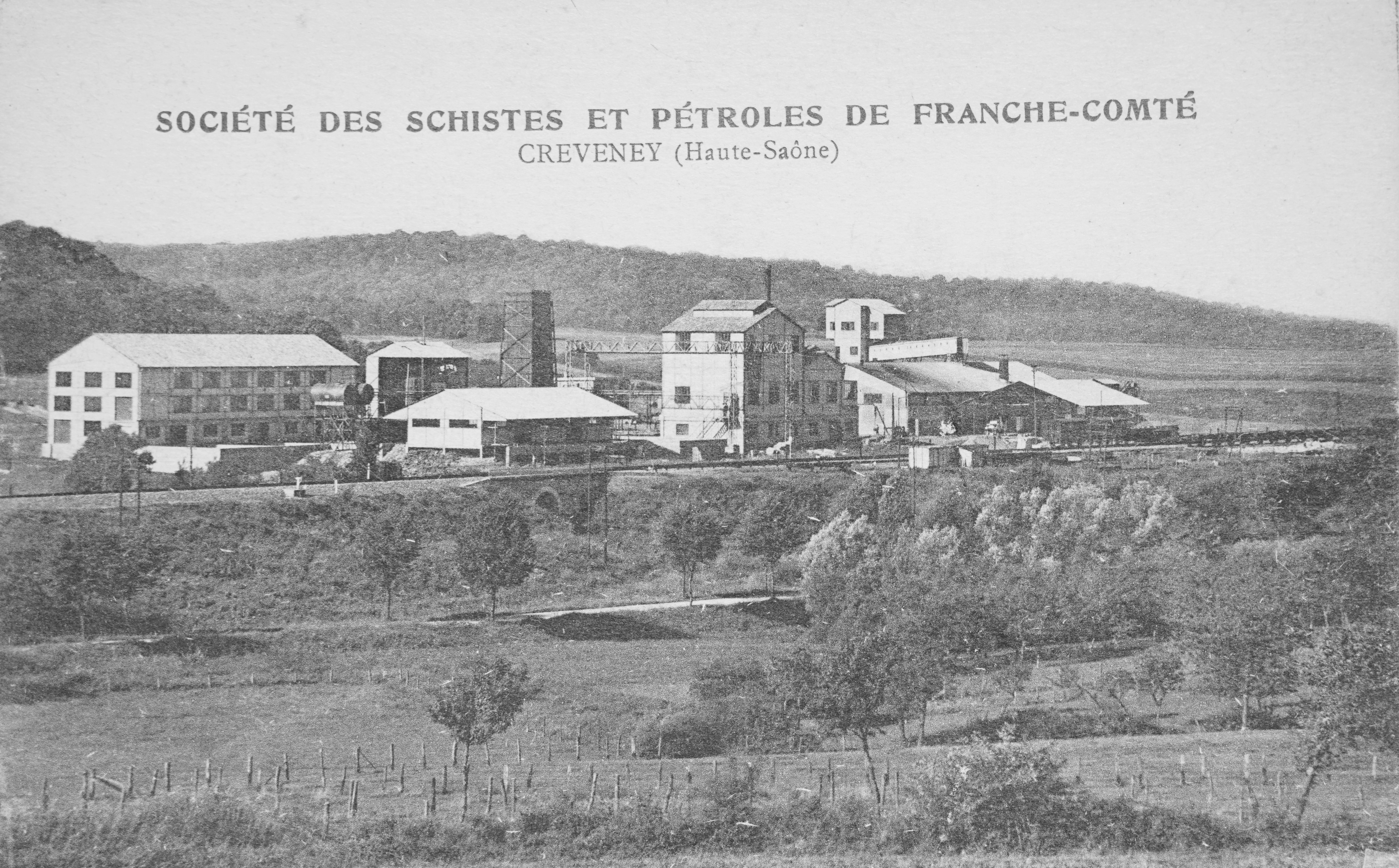
Olieschalie destillatie installatie in Creveney in de jaren 1920-1930.
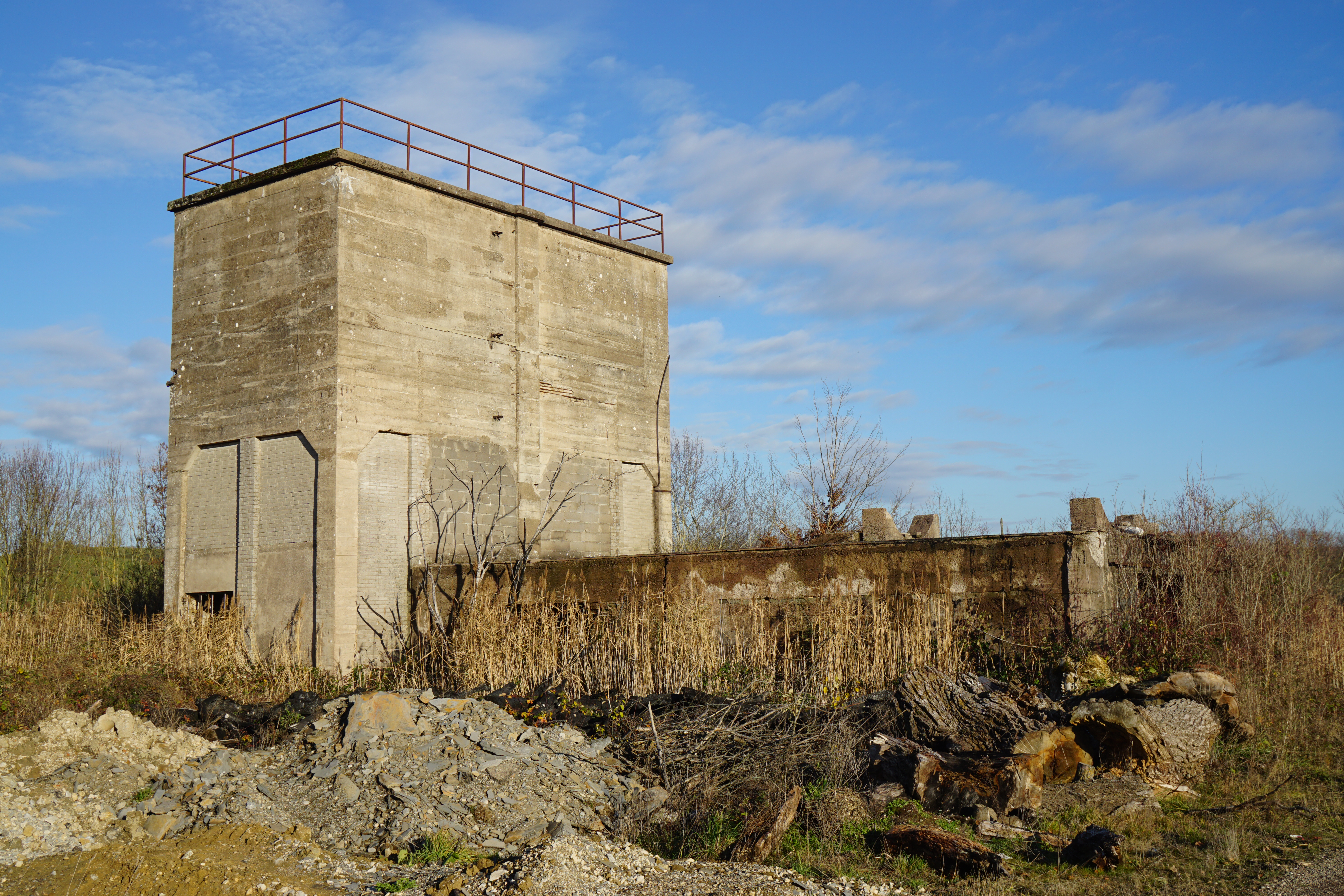
Ruïnes, 2015.

## Geografie
De oppervlakte van Creveney bedraagt 2,4 km², de bevolkingsdichtheid is dus 22,1 inwoners per km².
De onderstaande kaart toont de ligging van Creveney met de belangrijkste infrastructuur en aangrenzende gemeenten.

## Demografie
Onderstaande figuur toont het verloop van het inwonertal (bron: INSEE-tellingen).